# Esquel Group
Esquel Group («Эскель Груп») — гонконгский производитель хлопчатобумажной пряжи и тканей, а также готовой трикотажной одежды. Один из крупнейших в мире OEM-производителей рубашек и футболок для мировых брендов; также реализует продукцию под собственными торговыми марками PYE и Determinant. Контрольный пакет акций компании принадлежит семье Ян. 

## История

### 1970—1990-е годы
Компания Esquel Group была основана в 1978 году в Гонконге Ян Юаньлуном. В том же 1978 году Esquel приобрела текстильные компании Eastern Garments в Пинанге и Textile Industries Limited на Маврикии, в 1979 году открыла своё представительство в Нью-Йорке и начала экспорт продукции в США. В 1980 году компания открыла свой офис в Великобритании. 
В 1982 году Esquel Group основала компанию Eastern Garment в Келантане, в 1983 году стала акционером компании Polytex Garments на Шри-Ланке, в 1984 году открыла в Гонконге первый бутик под брендом PYE. В 1988 году Esquel Group вышла на рынок материкового Китая, создав в Фошане (Гуандун) совместное предприятие Golden Field United Textiles.
В 1992 году Polytex Garments открыла швейную фабрику в Кегалле. В 1993 году начала свою работу дочерняя компания Ningbo Esquel Apparel, в 1994 году — дочерние компании Changzhou Esquel Garment и Changzhou Esquel Knitting Apparel. В 1995 году группу возглавила Марджори Ян — дочь текстильного магната Ян Юаньлуна. В том же году открылась прядильная фабрика в Турфане. В 1996 году фабрика Eastern Knitters была перемещена из Пинанга в Фошань и переименована в Golden Field Knitters. В 1998 году компания открыла две новые фабрики в Фошане (район Гаомин).
В том же 1998 году Esquel Group создала совместное предприятие Xinjiang White Field Cotton Farming, взяв в аренду обширные хлопковые поля в Кашгаре; купила государственную прядильную фабрику в Урумчи, создав на её основе компанию Xinjiang Esquel Textile; основала в Гонконге фабрику по пошиву рубашек Way Yat Industrial (закрылась в 2011 году).

### 2000—2020-е годы
В 2000 году штаб-квартира Esquel Group переехала в Ваньчай, в небоскрёб Harbour Centre; также компания создала Центр исследований и разработок в Фошане. В 2001 году во Вьетнаме начала работу дочерняя компания Esquel Garment Manufacturing. В 2003 году были основаны образовательный фонд Esquel имени Ян Юаньлуна и дочерняя компания Akesu Esquel Agricultural Development (Аксу); в 2004 году в Аксу начал работу хлопкоочистительный завод Akesu Esquel Cotton Industrial.
В 2007 году Esquel Group и Standard Chartered Bank начали пилотный проект по предоставлению микрофинансирования фермерам в Синьцзяне. В 2009 году начала работу дочерняя компания Changji Esquel Textile. В 2010 году Esquel Group приобрела вьетнамскую компанию Asia Garment Manufacture (Донгнай), в 2011 году вновь открыла свою малазийскую фабрику Eastern Garment и приобрела компанию Guilin Yinhai Textiles Group (Гуйлинь). В 2012 году начали работу дочерние компании Fenghua Esquel Garment (Нинбо), Taizhou Esquel Garment (Тайчжоу) и Guilin Esquel Textiles (Гуйлинь), в 2014 году открылась фабрика Esquel Garment Manufacturing в провинции Хоабинь.     
В 2015 году начала работу текстильная фабрика Vietnam Fabric Mills. По итогам 2015 года продажи Esquel Group составили 1,4 млрд долларов. По состоянию на 2016 год Esquel Group являлась крупнейшим в мире производителем рубашек (выпускала 100 млн рубашек в год), в компании работало 56 тыс. человек. Крупнейшими заказчиками Esquel Group были модные бренды Hugo Boss, Lacoste, Zara, Brooks Brothers, Polo Ralph Lauren, Tommy Hilfiger, Calvin Klein, Nike, Gap, J.Crew, Muji и Anta Sports.
Также в 2016 году Esquel Group запустила свой второй розничный бренд Determinant. В 2018 году началось строительство фабрики Lingui Esquel Textiles (Гуйлинь). В апреле 2020 года Esquel Group продала свою долю в компании Xinjiang White Field Cotton Farming и закрыла компанию Fenghua Esquel Garment, а в июне 2020 года закрыла свои дочерние компании в Пинанге и Келантане. В июле 2020 года правительство США наложило торговые ограничения на компанию Changji Esquel Textile, заподозрив её в использовании принудительного труда уйгуров при обработке хлопка, однако Esquel Group продолжила поставки сырья из Синьцзяна на свои швейные фабрики. 
В ноябре 2020 года Esquel Group закрыла свою дочернюю компанию на Маврикии. Кроме того, в 2020 году Esquel Group наладила массовое производство медицинских масок, создала совместную лабораторию с Шанхайским технологическим университетом, а бренд Determinant запустил новый интернет-магазин с международной доставкой. 
В январе 2021 года регулирующие органы США запретили ввоз в страну хлопчатобумажных изделий из Синьцзяна, что сильно затруднило экспорт Esquel Group. На волне санкций от услуг Esquel Group отказались американские и британские компании Nike, Patagonia, Michael Kors и многие другие. Однако Esquel ещё некоторое время продолжала поставки в США рубашек и футболок под брендами Hugo Boss, Tommy Hilfiger, Ralph Lauren и Polo. В июле 2022 года Esquel Group закрыла дочернюю компанию на Шри-Ланке. Кроме того, в 2022 году Esquel Group и гонконгская Kerry Logistics начали развивать «умный» логистический парк в Фошане.

## Деятельность
Фабрики Esquel Group перерабатывают хлопок из Синьцзяна, производят пряжу и ткани, шьют рубашки и футболки. Производственные мощности Esquel Group расположены в КНР (Фошань, Нинбо, Чанчжоу, Тайчжоу, Гуйлинь, Урумчи, Турфан, Аксу, Чанцзи) и Вьетнаме; ранее имелись предприятия в Малайзии, на Маврикии и Шри-Ланке.
Центры исследований и разработок Esquel Group расположены в Фошане и Синьцзяне (селекция хлопка, прядильные и швейные технологии). Розничные магазины брендов PYE и Determinant находятся в материковом Китае, Гонконге и Вьетнаме. Крупнейшими клиентами Esquel Group являются Li-Ning, Anta Sports, Fila, Giordano International, Muji и FC Barcelona.

### Структура
- Esquel Enterprises (Гонконг)
- Guangdong Esquel Textiles (Фошань)
- Guangdong Esquel Knitting (Фошань)
- Guangdong Esquel Weaving (Фошань)
- Turpan Esquel Textile (Турфан)
- Xinjiang Esquel Textile (Урумчи)
- Changji Esquel Textile (Чанцзи)
- Guilin Esquel Textiles (Гуйлинь)
- Lingui Esquel Textiles (Гуйлинь)
- Guilin Yinhai Textiles Group (Гуйлинь)
- Ningbo Esquel Apparel (Нинбо)
- Changzhou Esquel Knitting Apparel (Чанчжоу)
- Changzhou Esquel Garment (Чанчжоу)
- Taizhou Esquel Garment (Тайчжоу)
- Akesu Esquel Agricultural Development (Аксу)
- Akesu Esquel Cotton Industrial (Аксу)
- Esquel Garment Manufacturing (Вьетнам)
- Vietnam Fabric Mills (Вьетнам)